# Cernișoara (gmina)
Cernișoara – gmina w Rumunii, w okręgu Vâlcea. Obejmuje miejscowości Armășești, Cernișoara, Groși, Mădulari, Modoia, Obârșia i Sărsănești. W 2011 roku liczyła 3782 mieszkańców.